# Felix O'Day
Felix O'Day è un film muto del 1920 diretto da Robert Thornby. La sceneggiatura si basa sull'omonimo romanzo di F. Hopkinson Smith pubblicato a New York nel 1915.

## Trama
Felix O'Day ha un solo scopo nella vita: vendicarsi di Austin Bennett che gli ha portato via la moglie ed è stato causa della morte di suo padre. Ritrova Bennett a New York: la sua ricerca lo porta a un negozio di antiquariato che appartiene a Jules Borney. Questi viene aggredito da Bennett, che lo deruba. Felix, che prende in gestione il negozio durante l'assenza di Borney, si innamora di Annette, la figlia dell'antiquario. Un giorno, Felix rivede Barbara, sua moglie. La donna mostra di vivere in miseria. Felix la segue per scoprire dove si trova Bennett, il suo amante. Avrà con lui un confronto molto violento, durante il quale Bennett troverà la morte. Felix ritorna da Barbara che è molto malata e la assiste nei suoi ultimi momenti. Sarà Barbara stessa a chiedergli di sposare Annette dopo la sua morte.

## Produzione
Il film fu prodotto dalla Jesse D. Hampton Productions.

## Distribuzione
Il copyright del film, richiesto dalla Pathé Exchange, Inc., fu registrato il 6 agosto 1920 con il numero LU15407.
Distribuito dalla Pathé Exchange, il film uscì nelle sale cinematografiche statunitensi il 12 settembre 1920.
Non si conoscono copie ancora esistenti della pellicola che viene considerata presumibilmente perduta.